# 吴志武
吴志武（？—），男，中华人民共和国外交官，曾任中华人民共和国驻清迈总领事。

## 生平
吴志武曾任驻老挝大使馆政务参赞、首席馆员。2014年7月，任驻泰国大使馆公使衔参赞。2018年，任外交部办公厅参赞。2020年7月，出任中华人民共和国驻清迈总领事。2023年5月，自驻清迈总领事离任。